# Měšec.cz
Měšec.cz je internetový zpravodajský server společnosti Internet Info, s.r.o., který se primárně věnuje osobním financím. Založen byl 8. ledna 2001.
Šéfredaktorem je Dalibor Z. Chvátal.

## Obsah serveru
Na serveru lze najít informace z různých oblastí osobních financí, např.:
- Průvodce daňovým přiznáním (včetně interaktivních formulářů a daňových kalkulaček)
- Bankovní účty a platby, informace o spořicích účtech (srovnání, analýzy a doporučení)
- Půjčky, úvěry a řešení dluhů
- Informace o mzdách, důchodech a sociálních dávkách
- Pracovněprávní otázky, insolvence a oddlužení
- Plné znění více než 50 zákonů
- Od roku 2024 také podcast s názvem Bitcoin a blondýna[1]